# 中心溝
中心溝（ちゅうしんこう、英: Central sulcus）は、脊椎動物の脳の大脳皮質にある脳溝の1つ。中心裂 (central fissure)、ローランド裂 (the fissure of Rolando または Rolandic fissure) とも呼ばれる。ローランド裂の名はイタリアの解剖学者ルイジ・ローランドにちなんで名付けられた。
中心溝は頭頂葉と前頭葉の境界となる。中心溝の前壁は一次運動野となっており体の各部位へ筋肉を動かすための信号を出力している。後壁は一次感覚野となっており、体の各部位から感覚情報の入力を受けとる領域となっている。
中心溝は大脳にある非常に目立つ構造のひとつで、他の脳回や脳溝を同定する際の重要な目印となる。しかし中心溝の前後には中心前溝と中心後溝という脳溝が中心溝とほぼ平行に走っており、脳の外観やMRI画像だけから中心溝を見つけ出す作業は必ずしも容易なものではない。

## 頭部MRIによる中心溝の同定
中心溝の同定方法はいくつか知られたものがあるが代表的なものをまとめる。
帯状溝辺縁枝法
大脳縦裂を前方から後方にたどり最初に外側からぶつかる溝が帯状溝辺縁枝である。帯状溝辺縁枝の延長線上に中心後溝があるため、その前方に中心溝がある。
上前頭回法
大脳縦裂に接する上前頭回を前方から後方にたどり、上前頭回に外側からぶつかる最初の脳溝が中心溝である。

## 参考画像

中心溝の位置（赤い部分）
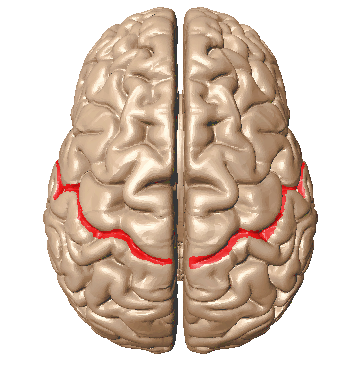
大脳を上から見た図。向かって上が前側。赤い所が中心溝。逆Ω、またはεと呼ばれる、ひらがなの「ひ」のような形をした、特徴ある曲線を描く。手指を動かす神経群は、この逆Ω構造の深部に位置していると考えられている。
内側面では中心溝はわずかしか見えない。中心溝は内側面で、中心傍小葉の前部と後部を分ける基準となる。
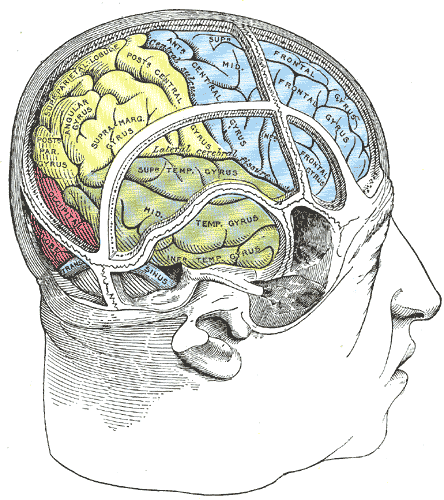
脳と頭蓋骨の関係を示した絵。青と黄色の境目を作るのが中心溝。
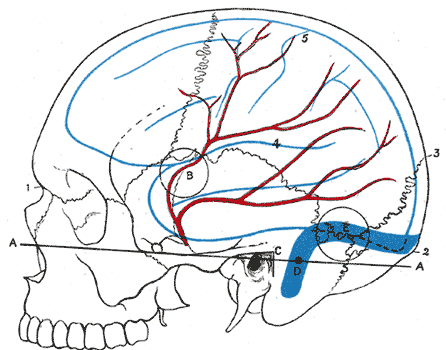
中硬膜動脈と頭蓋骨表面の関係を示した図